# Coppa Italia 1994-1995 (turni eliminatori)
I turni eliminatori della Coppa Italia 1994-1995 iniziarono il 21 agosto 1994 e terminarono il 27 ottobre 1994. Parteciparono a questa prima fase della competizione tutti i 48 club: 8 di essi si qualificarono alla fase finale, conclusasi con una doppia finale.

## Date
| Fase        | Turno    | Andata                          | Ritorno              |
| ----------- | -------- | ------------------------------- | -------------------- |
| Preliminari | 1º turno | 21-22 agosto 1994               | 21-22 agosto 1994    |
| Preliminari | 2º turno | 30-31 agosto-7-8 settembre 1994 | 21-22 settembre 1994 |
| Preliminari | 3º turno | 11-12 ottobre 1994              | 26-27 ottobre 1994   |

## Squadre
| Legenda                                                    | Legenda             | Legenda                        |
| ---------------------------------------------------------- | ------------------- | ------------------------------ |
| I club vincitori del terzo turno avanzano alla fase finale |                     |                                |
| I club sconfitti nel primo turno,                          | nel secondo turno e | nel terzo turno sono eliminati |

| Squadre    | Rank    |
| Serie A    | Serie A |
| ---------- | ------- |
| Milan      | 1       |
| Juventus   | 2       |
| Sampdoria  | 3       |
| Lazio      | 4       |
| Parma      | 5       |
| Napoli     | 6       |
| Roma       | 7       |
| Torino     | 8       |
| Foggia     | 9       |
| Cremonese  | 10      |
| Genoa      | 11      |
| Cagliari   | 12      |
| Fiorentina | 15      |
| Bari       | 16      |
| Brescia    | 17      |
| Padova     | 18      |

| Squadre        | Rank    |
| Serie A        | Serie A |
| -------------- | ------- |
| Inter          | 13      |
| Reggiana       | 14      |
| Serie B        |         |
| Piacenza       | 19      |
| Udinese        | 20      |
| Atalanta       | 21      |
| Lecce          | 22      |
| Cesena         | 23      |
| Ascoli         | 24      |
| Venezia        | 25      |
| Ancona         | 26      |
| Fidelis Andria | 27      |
| Verona         | 28      |

| Squadre     | Rank    |
| Serie B     | Serie B |
| ----------- | ------- |
| Vicenza     | 29      |
| Cosenza     | 30      |
| Lucchese    | 31      |
| Palermo     | 32      |
| Pescara     | 33      |
| Acireale    | 34      |
| Perugia     | 35      |
| Chievo      | 36      |
| Salernitana | 37      |
| Como        | 38      |

| Squadre         | Rank     |
| Serie C1        | Serie C1 |
| --------------- | -------- |
| Ravenna         | 39       |
| Modena          | 40       |
| Monza           | 41       |
| Reggina         | 42       |
| SPAL            | 43       |
| Bologna         | 44       |
| Lodigiani       | 45       |
| Juventus Stabia | 46       |
| Pro Sesto       | 47       |
| Fiorenzuola     | 48       |

## Primo turno

### Risultati
| Arbitro: | Cardona (Milano) |

|                     |           |                                              |
| Favi 45’ Lucidi 71’ | Marcatori | 11’ Gasparini 65’ (aut.) Favi 70’ Lombardini |

| Arbitro: | Dinelli (Lucca) |

|                           |           |             |
| Guerzoni 12’ Giorgio 117’ | Marcatori | 35’ Bonaldi |

| Arbitro: | Franceschini (Bari) |

|  |           |               |
|  | Marcatori | 43’ Carnevale |

| Arbitro: | Stafoggia (Pesaro) |

|                                |           |                         |
| Pellegrini 3’, 10’ Paolino 13’ | Marcatori | 47’ Marulla 69’ Giraldi |

| Arbitro: | Borriello (Mantova) |

|  |           |                           |
|  | Marcatori | 12’ Sgarbossa 55’ Dionigi |

| Arbitro: | De Prisco (Nocera Inferiore) |

|                                    |                      |                                  |
| Melchiori 52’ (aut.) Aglietti 90’  | Marcatori            | 20’ Ayew 46’ Ceramicola          |
| Visentin Aglietti Parpiglia Manari | Tiri di rigore 2 – 4 | Melchiori Ricci Olive Ceramicola |

| Arbitro: | Gronda (Genova) |

|                                  |           |                          |
| Clementi 87’, 110’ Trapella 103’ | Marcatori | 13’ Caccia 119’ Catanese |

| Arbitro: | Bettin (Padova) |

|  |           |               |
|  | Marcatori | 79’ Fortunato |

| Arbitro: | Messina (Bergamo) |

|                                           |                      |                                           |
| Gori 78’                                  | Marcatori            | 88’ Di Stefano                            |
| Antonioli D'Anna Bracaloni Gori Gentilini | Tiri di rigore 4 – 3 | Di Francesco Monaco Simonetta Albino Paci |

| Arbitro: | Farina (Novi Ligure) |

|           |           |  |
| Rossi 49’ | Marcatori |  |

| Arbitro: | Braschi (Prato) |

|                         |           |  |
| Ferrante 8’ Dondoni 40’ | Marcatori |  |

| Arbitro: | Arena (Ercolano) |

|  |           |            |
|  | Marcatori | 62’ Hübner |

| Arbitro: | De Santis (Tivoli) |

|               |           |                       |
| Antonioli 60’ | Marcatori | 70’ Cicconi 85’ Biffi |

| Arbitro: | Bolognino (Milano) |

|  |           |            |
|  | Marcatori | 62’ Caruso |

| Arbitro: | Tombolini (Ancona) |

|  |           |              |
|  | Marcatori | 42’ De Vitis |

| Arbitro: | Pellegrino (Barcellona Pozzo di Gotto) |

|  |           |                                      |
|  | Marcatori | 13’ (aut.) Sala 69’ Pančev 90’ Berti |

### Tabella riassuntiva
| Squadra 1       | Risultato       | Squadra 2      |
| --------------- | --------------- | -------------- |
| Acireale        | 2 - 3           | L.R. Vicenza   |
| Monza           | 2 - 1 (dts)     | Venezia        |
| Juventus Stabia | 0 - 1           | Udinese        |
| Modena          | 3 - 2           | Cosenza        |
| Pro Sesto       | 0 - 2           | Reggiana       |
| Reggina         | 2 - 2 (2-4 dcr) | Lecce          |
| Fiorenzuola     | 3 - 2 (dts)     | Ancona         |
| Bologna         | 0 - 1           | Atalanta       |
| Chievo          | 1 - 1 (4-3 dcr) | Lucchese       |
| Como            | 1 - 0           | Ascoli         |
| Perugia         | 2 - 0           | Verona         |
| Pescara         | 0 - 1           | Cesena         |
| Ravenna         | 1 - 2           | Palermo        |
| Salernitana     | 0 - 1           | Fidelis Andria |
| SPAL            | 0 - 1           | Piacenza       |
| Lodigiani       | 0 - 3           | Inter          |

## Secondo turno

### Risultati

#### Andata
| Arbitro: | Franceschini (Bari) |

|                                                              |           |  |
| Negro 22’ Bandieri 40’ (aut.) Signori 48’, 69’ Casiraghi 83’ | Marcatori |  |

| Arbitro: | Dinelli (Lucca) |

|  |           |                             |
|  | Marcatori | 22’, 70’ Muzzi 61’ Giannini |

| Arbitro: | Rodomonti (Teramo) |

|                               |           |  |
| Zola 15’ Branca 16’, 19’, 26’ | Marcatori |  |

| Arbitro: | Cinciripini (Ascoli Piceno) |

|  |           |             |
|  | Marcatori | 90’ Inzaghi |

| Arbitro: | Beschin (Legnago) |

|             |           |  |
| Herrera 75’ | Marcatori |  |

| Arbitro: | Nicchi (Arezzo) |

|  |           |                    |
|  | Marcatori | 69’ (rig.) Ruotolo |

| Arbitro: | Pacifici (Roma) |

|  |           |                                       |
|  | Marcatori | 41’ (aut.) Manzo 51’ (rig.) Kolyvanov |

| Arbitro: | Brignoccoli (Ancona) |

|              |           |                |
| Nicolini 36’ | Marcatori | 79’ Ceramicola |

| Torino 31 agosto 1994, ore 20:30 CEST | Juventus          | 0 – 0 referto | Chievo | Stadio delle Alpi (3 952 spett.)\| Arbitro: \| Bonfrisco (Monza) \| |
| Arbitro:                              | Bonfrisco (Monza) |               |        |                                                                     |

| Arbitro: | Rosica (Roma) |

|  |           |             |
|  | Marcatori | 42’ Iachini |

| Arbitro: | Cardona (Milano) |

|                                            |           |                                    |
| Pari 32’ Giampietro 52’ (aut.) Pecchia 63’ | Marcatori | 80’ (rig.), 84’ (rig.) Cappellacci |

| Arbitro: | Pairetto (Nichelino) |

|  |           |                              |
|  | Marcatori | 38’ Pančev 58’ Sosa 79’ Seno |

| Arbitro: | Cesari (Genova) |

|                 |           |  |
| Neri 31’ (aut.) | Marcatori |  |

| Arbitro: | Bolognino (Milano) |

|                                                                      |           |              |
| Mancini 10’ Lopez 23’ (aut.), 77’ (aut.) Lombardo 55’ Bertarelli 89’ | Marcatori | 49’ Briaschi |

| Arbitro: | Treossi (Forlì) |

|  |           |           |
|  | Marcatori | 72’ Luiso |

| Arbitro: | Amendolia (Messina) |

|                          |           |                               |
| Carnevale 10’ Marino 19’ | Marcatori | 40’ (rig.) Baiano 43’ Malusci |

#### Ritorno
| Arbitro: | Gronda (Genova) |

|             |           |                                             |
| Landini 36’ | Marcatori | 19’ Fuser 59’, 63’ Doll 85’ (aut.) Ballanti |

| Arbitro: | Messina (Bergamo) |

|                        |           |              |
| Cappioli 28’ Totti 67’ | Marcatori | 80’ Bellucci |

| Arbitro: | Arena (Ercolano) |

|                |           |  |
| Pin 40’ (aut.) | Marcatori |  |

| Arbitro: | Quartuccio (Torre Annunziata) |

|              |           |              |
| De Vitis 54’ | Marcatori | 71’ Guerrero |

| Arbitro: | Collina (Viareggio) |

|                                   |           |                 |
| Bonacina 23’ Rodríguez 50’ (rig.) | Marcatori | 34’ Lantignotti |

| Arbitro: | Brignoccoli (Ancona) |

|                  |           |  |
| Skuhravý 9’, 60’ | Marcatori |  |

| Arbitro: | Farina (Novi Ligure) |

|                                                                     |           |  |
| Bresciani 17’, 74’ Biagioni 31’ (rig.) Bravo 47’ (aut.) Sciacca 61’ | Marcatori |  |

| Arbitro: | Pellegrino (Barcellona Pozzo di Gotto) |

|                              |           |                        |
| Ceramicola 69’ Fattizzo 118’ | Marcatori | 77’ Tentoni 113’ Pirri |

| Arbitro: | Boggi (Salerno) |

|               |           |                                               |
| Antonioli 69’ | Marcatori | 1’ Del Piero 12’ (rig.), 78’ (rig.) Ravanelli |

| Arbitro: | Ceccarini (Livorno) |

|                                          |                      |                                       |
|                                          | Marcatori            | 25’ Stroppa                           |
| Campilongo Cicconi Criniti Taccola Biffi | Tiri di rigore 2 – 3 | Stroppa Albertini Sordo Galli Panucci |

| Arbitro: | Braschi (Prato) |

|                   |           |                    |
| Massara 4’ (rig.) | Marcatori | 80’ (rig.) Carbone |

| Arbitro: | Lana (Torino) |

|  |           |           |
|  | Marcatori | 42’ Lalas |

| Arbitro: | Trentalange (Torino) |

|                |           |              |
| Battistini 45’ | Marcatori | 73’ Esposito |

| Arbitro: | De Santis (Tivoli) |

|                           |           |              |
| Capecchi 26’ Beghetto 76’ | Marcatori | 52’ Lombardo |

| Arbitro: | De Prisco (Nocera Inferiore) |

|                                                   |           |                        |
| Rizzitelli 10’ Angloma 66’ Pessotto 74’ Tosto 86’ | Marcatori | 26’ Guerzoni 56’ Saini |

| Arbitro: | Bazzoli (Merano) |

|                          |           |  |
| Campolo 52’ Robbiati 72’ | Marcatori |  |

### Tabella riassuntiva
| Squadra 1   | Totale          | Squadra 2      | Andata | Ritorno      |
| ----------- | --------------- | -------------- | ------ | ------------ |
| Lazio       | 9 - 1           | Modena         | 5 - 0  | 4 - 1        |
| Fiorenzuola | 1 - 5           | Roma           | 0 - 3  | 1 - 2        |
| Parma       | 4 - 1           | Perugia        | 4 - 0  | 0 - 1        |
| Bari        | 1 - 2           | Piacenza       | 0 - 1  | 1 - 1        |
| Cagliari    | 2 - 2 (gt)      | Atalanta       | 1 - 0  | 1 - 2        |
| Cesena      | 0 - 3           | Genoa          | 0 - 1  | 0 - 2        |
| Como        | 0 - 7           | Foggia         | 0 - 2  | 0 - 5        |
| Cremonese   | 3 - 3 (gfc)     | Lecce          | 1 - 1  | 2 - 2(dts)   |
| Juventus    | 3 - 1           | Chievo         | 0 - 0  | 3 - 1        |
| Milan       | 1 - 1 (4-2 dcr) | Palermo        | 0 - 1  | 1 - 0 (dts)  |
| Napoli      | 4 - 3           | Fidelis Andria | 3 - 2  | 1 - 1        |
| Padova      | 1 - 3           | Inter          | 0 - 3  | 1 - 0        |
| Reggiana    | 3 - 0           | Brescia        | 1 - 0  | 2 - 0 (tav.) |
| Sampdoria   | 6 - 3           | L.R. Vicenza   | 5 - 1  | 1 - 2        |
| Monza       | 2 - 5           | Torino         | 0 - 1  | 2 - 4        |
| Udinese     | 2 - 4           | Fiorentina     | 2 - 2  | 0 - 2        |

## Terzo turno

### Risultati

#### Andata
| Arbitro: | Treossi (Forlì) |

|                                      |           |  |
| Carbone 18’, 63’ (rig.) Agostini 44’ | Marcatori |  |

| Arbitro: | Cinciripini (Ascoli Piceno) |

|                                          |           |  |
| Di Biagio 32’ Bresciani 35’ Biagioni 80’ | Marcatori |  |

| Arbitro: | Rosica (Roma) |

|                            |           |          |
| Robbiati 72’ Batistuta 87’ | Marcatori | 4’ Melli |

| Arbitro: | Nicchi (Arezzo) |

|                         |           |  |
| Castorina 57’ Nappi 76’ | Marcatori |  |

| Arbitro: | Braschi (Prato) |

|                         |           |  |
| Baggio 16’ Marocchi 55’ | Marcatori |  |

| Arbitro: | Rodomonti (Teramo) |

|                                |           |                         |
| Casiraghi 23’, 72’ Cravero 87’ | Marcatori | 18’ Inzaghi 45’ Piovani |

| Arbitro: | Collina (Viareggio) |

|             |           |                                  |
| Lentini 38’ | Marcatori | 56’ (rig.) Orlandini 64’ Bergomi |

| Arbitro: | Bazzoli (Merano) |

|                      |           |  |
| Baggio 10’ Couto 42’ | Marcatori |  |

#### Ritorno
| Arbitro: | Cinciripini (Ascoli Piceno) |

|  |           |              |
|  | Marcatori | 88’ Agostini |

| Arbitro: | Stafoggia (Pesaro) |

|                          |           |               |
| Caricola 19’ Silenzi 34’ | Marcatori | 73’ Bianchini |

| Arbitro: | Trentalange (Torino) |

|                  |           |               |
| Melli 78’ (rig.) | Marcatori | 56’ Batistuta |

| Arbitro: | Amendolia (Messina) |

|                            |           |  |
| Totti 22’ Fonseca 77’, 85’ | Marcatori |  |

| Arbitro: | Bazzoli (Merano) |

|                           |           |            |
| Sgarbossa 74’ Accardi 80’ | Marcatori | 68’ Vialli |

| Arbitro: | Cesari (Genova) |

|                               |           |                                   |
| Turrini 10’ Winter 25’ (aut.) | Marcatori | 62’ Cravero 65’ Negro 73’ Signori |

| Arbitro: | Pairetto (Nichelino) |

|                        |           |              |
| Sosa 64’ Orlandini 78’ | Marcatori | 46’ Donadoni |

| Arbitro: | Boggi (Salerno) |

|            |           |             |
| Valdés 88’ | Marcatori | 90’ Sensini |

### Tabella riassuntiva
| Squadra 1  | Totale | Squadra 2 | Andata | Ritorno |
| ---------- | ------ | --------- | ------ | ------- |
| Napoli     | 4 - 0  | Cremonese | 3 - 0  | 1 - 0   |
| Foggia     | 4 - 2  | Torino    | 3 - 0  | 1 - 2   |
| Fiorentina | 3 - 2  | Sampdoria | 2 - 1  | 1 - 1   |
| Genoa      | 2 - 3  | Roma      | 2 - 0  | 0 - 3   |
| Juventus   | 3 - 2  | Reggiana  | 2 - 0  | 1 - 2   |
| Lazio      | 6 - 4  | Piacenza  | 3 - 2  | 3 - 2   |
| Milan      | 2 - 4  | Inter     | 1 - 2  | 1 - 2   |
| Parma      | 3 - 1  | Cagliari  | 2 - 0  | 1 - 1   |